# Cristina Graeml
Cristina Reis Graeml (Curitiba, 7 de dezembro de 1969) é uma jornalista, repórter, apresentadora de televisão, vlogger, empreendedora, política e redatora brasileira filiada ao Podemos (PODE).

## Formação e carreira jornalística
Graeml é bacharel em Jornalismo pela Universidade Federal do Paraná (UFPR), tendo concluído o curso em 1991.

### Carreira jornalística
Cristina Graeml iniciou sua carreira no jornalismo em agosto de 1990 como repórter na Rede OM de Televisão (então retransmissora da TV Bandeirantes no Paraná), em Curitiba, onde permaneceu até novembro de 1991. Entre dezembro de 1991 e janeiro de 1995, trabalhou na TV Paranaense (atual RPC Curitiba), também como repórter local.
Em fevereiro de 1995, mudou-se para o Rio de Janeiro para atuar como repórter da TV Bandeirantes RJ, onde produziu reportagens para jornais locais e nacionais, como o Jornal da Band (então apresentado por Chico Pinheiro) e o Jornal da Noite (apresentado por Carla Vilhena). Permaneceu na emissora até maio de 1996, quando passou a trabalhar como repórter local da TV Serra+Mar (na época afiliada da TV Globo em Petrópolis), até outubro do mesmo ano.
Em novembro de 1996, integrou a equipe do Jornal da Globo e do Bom Dia Brasil na TV Globo do Rio de Janeiro, onde permaneceu até março de 1999. Nesse mesmo mês, transferiu-se para a cidade de São Luís, no Maranhão, para atuar como repórter do Jornal Nacional pela TV Mirante. Em março de 2001, passou a trabalhar como repórter esportiva do programa SporTV News, cobrindo os estados do Paraná e Santa Catarina, até janeiro de 2003.
Entre maio de 2003 e outubro de 2016, trabalhou como repórter da RPC Curitiba, onde também apresentou o programa Revista RPC. Durante esse período, também foi apresentadora do programa semanal Conversa Política na extinta ÓTV (do grupo GRPCOM), onde entrevistava políticos e gestores públicos. Em 2018, tornou-se colunista do site Curitibae (extinto em 2019), voltado para entrevistas com empreendedores locais. Simultaneamente, trabalhou como colunista, entrevistadora e vlogger do portal Futuri9, também até abril de 2019.
Entre julho de 2018 e agosto de 2024, atuou como colunista da Gazeta do Povo, apresentando programas ao lado de colegas como Rodrigo Constantino e Guilherme Fiuza. Foi comentarista política no Grupo Jovem Pan entre julho de 2021 e novembro de 2022, e na Revista Oeste até agosto de 2024. Paralelamente, foi âncora do canal do YouTube Hora do Strike no mesmo período. Em maio de 2024, afastou-se da Gazeta do Povo para se dedicar à disputa pela prefeitura de Curitiba nas eleições municipais daquele ano. Desde outubro de 2024, atua como jornalista autônoma.

## Carreira política

### Eleição municipal de Curitiba em 2024
Em janeiro de 2024, Cristina Graeml anunciou sua candidatura à prefeitura de Curitiba nas eleições municipais daquele ano pelo Partido da Mulher Brasileira, ao qual se filiou no final de 2023. Na ocasião, declarou que sua decisão de se candidatar foi motivada pelo desejo do eleitorado conservador da cidade em ter uma representante alinhada a seus valores, já que, segundo ela, nenhum outro candidato atendia a essas pautas.
Em agosto de 2024, Graeml teve sua candidatura oficializada pelo Partido da Mulher Brasileira durante uma convenção marcada por disputas legais com a Executiva Nacional da sigla. A presidente nacional do partido, Sued Haidar Nogueira, dissolveu as representações estaduais e municipais do PMB no Paraná e em Curitiba, gerando insegurança jurídica sobre a viabilidade de sua candidatura. No entanto, em setembro de 2024, a juíza eleitoral Vanessa Jamus Marchi, da 178ª Zona Eleitoral de Curitiba, confirmou a legalidade da candidatura de Graeml em decisão judicial.
No primeiro turno das eleições municipais de 2024, Graeml avançou ao segundo turno após obter cerca de 291 mil votos (31,17% dos votos válidos), disputando contra Eduardo Pimentel. Na semana da eleição, Graeml recebeu o apoio do ex-coach e empresário Pablo Marçal, também candidato à prefeito na eleição municipal de São Paulo em 2024. O ex-presidente Jair Bolsonaro também autorizou o uso de sua imagem na campanha eleitoral de Graeml; todavia, seu partido, o Partido Liberal, estava apoiando formalmente Eduardo Pimentel, tendo inclusive indicado o nome de Paulo Eduardo Martins como vice na chapa do PSD.
Logo após a realização do primeiro turno, o portal de notícias Plural revelou que 88% do plano de governo de Cristina Graeml foi gerado por inteligência artificial, de acordo com a plataforma ZeroGPT. A ferramenta indicou que diversos tópicos, como Saúde, Educação e Cultura, continham alta porcentagem de texto produzido por IA, enquanto o plano de seu adversário, Eduardo Pimentel, utilizou IA em apenas 0,8% do conteúdo. Graeml afirmou em um vídeo no Instagram que seu plano foi feito com a ajuda de 200 voluntários, mas o levantamento apontou contradições entre essa declaração dela e os altos indícios de uso de IA no documento.
A campanha de Graeml no segundo turno também foi marcada por outras polêmicas, como a proposta de cobrar a tarifa do transporte público por quilômetro rodado e por sugerir a restrição ao acesso gratuito ao SUS para moradores da Região Metropolitana de Curitiba. Essas declarações geraram forte rejeição e críticas de lideranças políticas e prefeitos da região, que acusaram a candidata de desconhecer o funcionamento do financiamento do sistema de saúde, incluindo posicionamentos como o da deputada estadual do Paraná e ex-secretária de Saúde de Curitiba na gestão de Rafael Greca, Márcia Huçulak.
Além disso, Graeml também anunciou antecipadamente que, caso fosse eleita, a médica Raíssa Soares seria sua futura secretária de Saúde. A possível nomeação de Raíssa, conhecida como "Doutora Cloroquina" por ter defendido o uso de cloroquina e ivermectina no tratamento precoce contra a COVID-19 quando era secretária de Saúde de Porto Seguro, acabou gerando ainda mais desgastes para a campanha de Graeml. A médica também tentou uma vaga no Senado pela Bahia em 2022, ficando em terceiro lugar na disputa. Às vésperas do segundo turno, Graeml recebeu o apoio do vereador eleito e influenciador Gustavo Silveira (UNIÃO), dono do canal digital Perdeu Piá. Apesar de Sergio Moro ensaiar um apoio à Cristina no segundo turno, no fim das contas, ele e sua esposa, Rosângela Moro — que foi candidata a vice-prefeita na chapa de Ney Leprevost — não se posicionaram oficialmente. No segundo turno, Graeml obteve cerca de 390 mil votos (42,36% dos votos válidos), e acabou sendo derrotada por Pimentel.

### Desfiliação do PMB e eleições estaduais de 2026
Em dezembro de 2024, ela anunciou sua desfiliação do PMB em um vídeo publicado no Instagram. No vídeo, Graeml expressou seu agradecimento à direção estadual e municipal do partido pelo apoio à sua candidatura e destacou que despertou a esperança dos curitibanos por uma renovação política na cidade. Ela também mencionou que, em breve, traria novidades sobre seus próximos passos na política e que avalia a possibilidade de concorrer ao Senado ou ao Governo do Estado nas eleições estaduais no Paraná em 2026.
Em 12 de fevereiro de 2025, se filiou ao Podemos e anunciou no mesmo evento a sua pré-candidatura ao Senado Federal nas eleições de 2026.

## Vida pessoal
Na rede social X, Graeml afirmou que possui ascendência alemã pelo lado paterno da família. Ela é filha dos professores Ana Margarida Reis Graeml e Eraldo Graeml, que também foi diretor do Colégio Estadual do Paraná. Seu irmão, Adalberto Reis Graeml, foi assassinado em março de 2006, aos 34 anos, em Quatro Barras, cidade localizada na Região Metropolitana de Curitiba.
Também é trineta do médico sanitarista e político paranaense Trajano Reis, conhecido por atuar na pandemia de Gripe espanhola de 1918. Trajano Reis defendia o isolamento social, o uso de máscaras e a higienização das mãos; postura essa que a fez ser criticada durante a disputa eleitoral de 2024, já que a mesma é apoiadora de Jair Bolsonaro e seu discurso negacionista em relação à pandemia de COVID-19.
É casada com Anderson Alves Cordeiro Sabará, que é oficial de justiça.

## Histórico eleitoral
| Ano  | Eleição               | Coligação     | Partido | Candidata a | Votos            | Resultado                |
| ---- | --------------------- | ------------- | ------- | ----------- | ---------------- | ------------------------ |
| 2024 | Municipal de Curitiba | Sem coligação | PMB     | Prefeita    | 291.523 (31,17%) | Segundo turno (2º lugar) |
| 2024 | Municipal de Curitiba | Sem coligação | PMB     | Prefeita    | 390.254 (42,36%) | Não eleita               |